# Pic del Reconco
|  | Aquest artícle tracta sobre el cim. Si cerqueu la serra del mateix nom, vegeu «Serra del Reconco» |

El pic del Reconco és un cim muntanyós situat a la serra del Reconco, del qual és la principal altura, amb 1.205 metres d'alçada. El Reconco està en el terme de Biar (l'Alt Vinalopó); i la seua vessant oriental, més esquerpa i vertical recau en el terme d'Onil (l'Alcoià).
Aquest cim dóna nom a aquest sector de la serra, que de forma més general és coneguda com la serra d'Onil, o també de Biar. A dalt del cim hi ha instal·lades antenes de comunicació, així com un observatori o caseta de vigilància forestal i una estació meteorològica d'Avamet.